# Palaemonias ganteri
Crevette des grottes du Kentucky
Espèce
Statut de conservation UICN

 VU B1ab(iii) : Vulnérable
La Crevette des grottes du Kentucky (Palaemonias ganteri) est un arthropode troglobite sans yeux, qui vit dans l'État du Kentucky aux États-Unis. On la trouve notamment dans les grottes de trois comtés, où sa peau sans pigment apparaît comme transparente.
L'habitat de la crevette se concentre uniquement dans les eaux des grottes de la région. Il s'agit d'une espèce endémique du parc national de Mammoth Cave. Les crevettes se nourrissent des sédiments qui proviennent de l'extérieur des grottes et qui sont emmenés par les cours d'eau.
La crevette des grottes du Kentucky a été ajoutée à la liste des espèces menacées depuis 1983, en grande partie à cause de la pollution des eaux de la région. Celles-ci sont en effet insuffisamment traitées dans des stations d'épuration. D'autres polluants proviennent d'accidents écologiques en surface, qui s'écoulent lentement vers l'intérieur des grottes. En 1979, un camion transportant des produits toxiques à base de cyanure s'est accidentellement renversé sur l'autoroute proche (Interstate 65) et a pollué la zone à proximité du parc national de Mammoth Cave.